# Bashir Ahmad Saadat
Bashir Ahmad Saadat (né le 27 décembre 1981 à Kaboul en Afghanistan) est un footballeur  international afghan, qui évolue au poste de défenseur.